# 나에 카란필

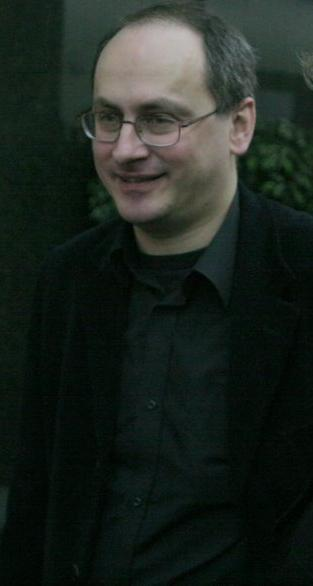

나에 카란필(Nae Caranfil, 1960년 9월 7일 ~ )은 루마니아의 영화 감독, 배우, 각본가이다.
부쿠레슈티에서 태어났다.

## 영화
- 클로저 투 더 문 (2014년)
- 남은 자는 침묵한다 (2007년)
- 자선사업 (2002년)
- 아스팔트 탱고 (1996년)
- 창 밖으로 몸을 내밀지 마세요 (1994년)
- 게으름의 즐거움 (1988년)